# Admiral-Uschakow-Klasse
Die Admiral-Uschakow-Klasse (russisch Российский броненосец береговой обороны «Адмирал Ушаков»-серии) waren drei Küstenpanzerschiffe der Kaiserlich Russischen Marine, die Ende des 19. Jahrhunderts zur Abwehr der gepanzerten Schiffe der schwedischen Marine entwickelt wurden. Die drei Schiffe waren 1904 beim Beginn des Russisch-Japanischen Krieges in der Ostsee stationiert. Sie wurden mit dem 3. Pazifischen Geschwader der nach Ostasien marschierenden Baltischen Flotte durch das Mittelmeer und den Suezkanal nachgeschickt und nahmen an der Seeschlacht bei Tsushima teil. Die Admiral Uschakow kämpfte am Tag nach der Schlacht allein gegen japanische Schiffe und versenkte sich brennend selbst. Die beiden anderen Schiffe kapitulierten mit der Gruppe des Admirals Nebogatow. Die Admiral Senjawin und die General-Admiral Apraxin kamen für die Kaiserlich Japanische Marine als Mishima (jap. 見島) und Okinoshima (沖島) wieder in Dienst.

## Baugeschichte
Nach seinem Regierungsantritt veränderte Zar Alexander III. die Führung der Marine und betraute seinen Bruder Alexei mit dieser. Sie planten eine wesentliche Modernisierung und Verstärkung der russischen Flotte. Dabei sollte gleichzeitig die russische Industrie weiterentwickelt werden. Aber die Haushaltsmittel waren begrenzt. Die in Frankreich gebauten griechischen Schiffe der Hydra-Klasse (4885 ts) zeigten die Möglichkeit, auch erhebliche Kampfkraft in kleinen Schiffen zu installieren. Insbesondere in der flachen Ostsee erschienen derartige Schiffe sinnvoll.
Als ersten Versuch in diese Richtung bestellte das russische Marineministerium 1888 bei der Neuen Admiralitätswerft eine auf 6500 t verkleinerte Version der Linienschiffe der Imperator-Alexander-II.-Klasse (9300 t), die im Juli 1893 vom Stapel lief und 1894 als Gangut in Dienst kam.
1892 wurden die Bauaufträge für zwei noch kleinere Linienschiffe an die Neue Admiralitätswerft und die in unmittelbarer Nachbarschaft befindliche Baltische Werft vergeben, für die Alexander III. als Namensgeber die Admirale Fjodor Fjodorowitsch Uschakow (1745–1817) und Dmitri Nikolajewitsch Senjawin (1763–1831) auswählte. Der von der Marine entwickelte Entwurf forderte ein Schiff von 4971 t, 87,40 m Länge über alles, 15,85 m Breite und bis zu 6 m Tiefgang.
Die Schiffe erhielten zwei Dreifach-Expansions-Dampfmaschinen, die aus Großbritannien angeliefert wurden und zusammen 5750 PSi leisten und über zwei Wellen eine Geschwindigkeit 16 Knoten ermöglichten sollten. Zur Dampferzeugung erhielt die Admiral Uschakow vier, ihr Schwesterschiff Admiral Senjawin acht Zylinderkessel. Die Schiffe sollten 300 t Kohlen mit sich führen, maximal konnte auch ein Vorrat von 450 t geladen werden.
Die Schiffe erhielten eine Panzerung aus Harveystahl mit einem 52 m langen Gürtelpanzer von einer Stärke von 100 bis 250 mm, der an den Enden mit 150 bis 200 mm starken Panzerschotts verbunden war und die Zitadelle zum Schutz des Kerns des Schiffes bildete. Darüber befand sich ein Panzerdeck von 50 bis 75 mm Stärke. Die Geschütztürme und der Kommandoturm waren mit einer 200 mm starken Panzerung versehen.

Die Schiffe der Admiral Uschakow-Klasse erhielten als Bewaffnung ein in Russland neu entwickeltes 254-mm-L/45-Geschütz.
Die Admiral Uschakow und Admiral Senjawin erhielten jeweils eine Zwillingsturm auf der Back und am Heck.
An den Ecken der Aufbauten wurden in Einzelkasematten vier 120-mm-L/45-Canet-Geschütze installiert.
Zur Torpedobootsabwehr wurden auf der Admiral Uschakow sechs 47-mm-Hotchkiss-Kanonen und zehn 37-mm-Hotchkiss-Kanonen installiert. Diese leichten Waffen waren auf den drei Schiffen der Klasse unterschiedlich und dazu Veränderungen unterworfen. Hinzu kamen noch vier 380-mm-Torpedorohre und – wie auf den meisten größeren russischen Schiffen dieser Zeit – zwei Landungsgeschütze vom Typ Baranowski.

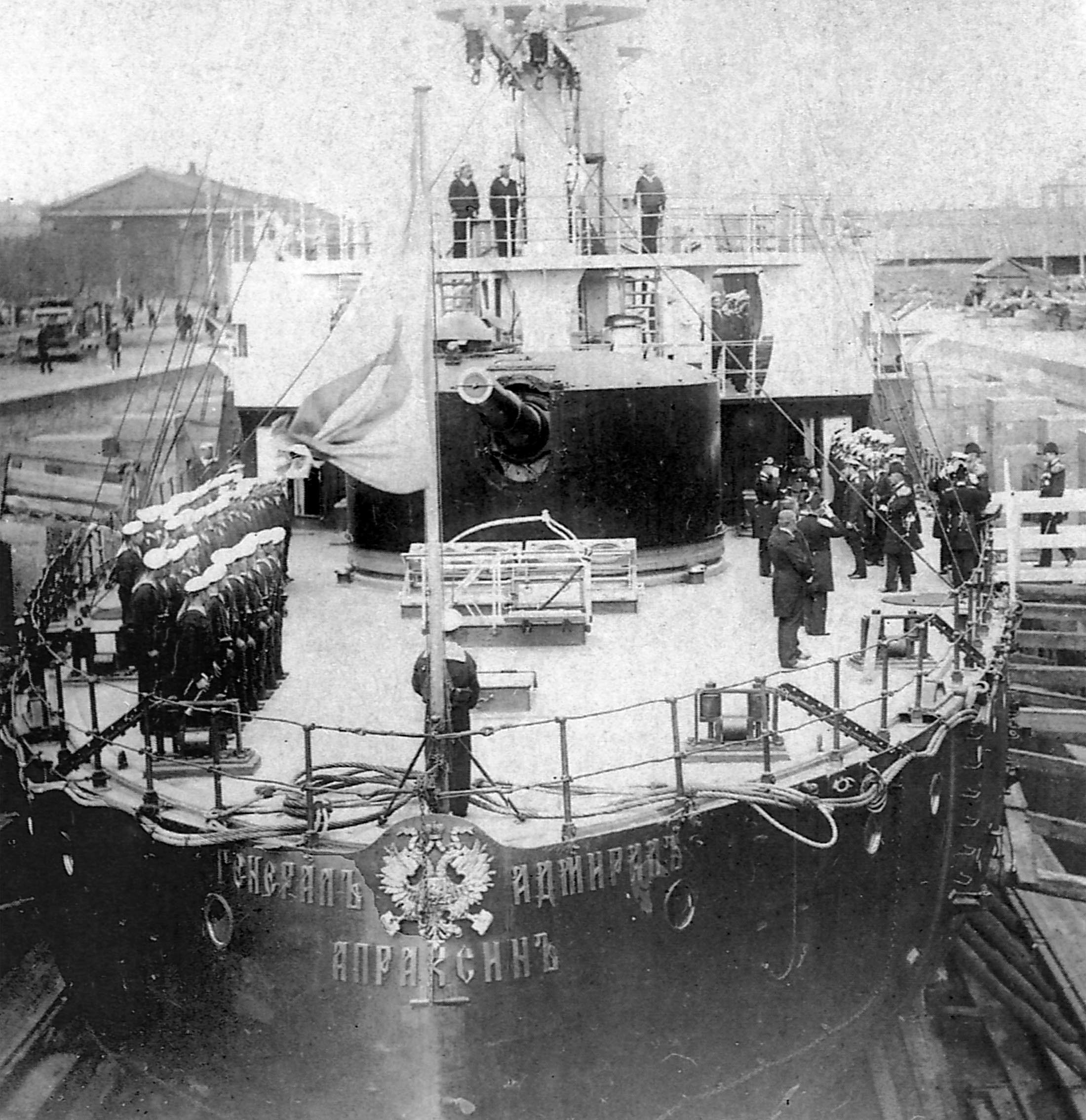
Heckturm der General-Admiral Apraxin

Im Oktober 1894, als die beiden ersten Schiffe sich noch in der Endausrüstung befanden, erfolgte auf der Neuen Admiralitätswerft die Kiellegung eines dritten Schiffes, das nach dem Schöpfer der russischen Marine, dem ersten russischen Generaladmiral, Fjodor Matwejewitsch Apraxin (1661–1728), benannt wurde. Das neue Schiff erhielt etliche kleine Verbesserungen. Die bedeutendste Veränderung war die Installation eines Einzelturms am Heck, der aber eine Erhöhung des Geschützes bis 35° ermöglichte, was eine erheblich größere Schussweite ergab gegenüber den Doppeltürmen, die nur eine Erhöhung von 15° zuließen. Während die Türme der ersten beiden Schiffe hydraulisch angetrieben wurden, erfolgte dieser Antrieb auf der General-Admiral Apraxin elektrisch.
Die Einsatzbereitschaft der Schiffe verzögerte sich erheblich. So war das erste Dienstjahr der Admiral Uschakow nur mit Tests und Nachbesserungen ausgefüllt. Erst 1897 waren die beiden ersten Schiffe bedingt einsatzbereit.
| Schiff                  | Werft                                    | Kiellegung       | Stapellauf       | Indienststellung |
| ----------------------- | ---------------------------------------- | ---------------- | ---------------- | ---------------- |
| Admiral Uschakow        | Neue Admiralitätswerft, Sankt Petersburg | 1. Januar 1892   | 1. November 1893 | Februar 1895     |
| Admiral Senjawin        | Baltische Werft, Sankt Petersburg        | August 1892      | 22. August 1894  | September 1896   |
| General-Admiral Apraxin | Neue Admiralitätswerft, Sankt Petersburg | 24. Oktober 1894 | 12. Mai 1896     | August 1899      |

## Einsatzgeschichte
1898 bildeten Admiral Uschakow und Admiral Senjawin mit dem Torpedokreuzer Abrek und Torpedobooten einen Geschwaderverband, um insbesondere die Artillerieausbildung für die Flotte zu verbessern, der fast 2000 km im russischen Ostseebereich zurücklegte. Zum Ende der Saison wurde die Admiral Uschakow nicht aufgelegt, sondern bildete mit der Petropawlowsk und einem Zerstörer eine Bereitschaftsdivision im noch im Bau befindlichen Kriegshafen Libau, der eine längere Einsatzzeit als der in der Regel zugefrorene Finnische Meerbusen ermöglichen sollte. 1899 wiederholte sich der Einsatz beider Schiffe als Trainingsgeschwader mit weitgehend neuen Besatzungen. Die Bereitschaftdivision sollten Admiral Senjawin und die neue General-Admiral Apraxin bilden. Das neue Schiff sollte noch während der Abnahmephase im August einen Besuch in Kopenhagen machen, wo auch Nikolaus II. einen Besuch durchführte.

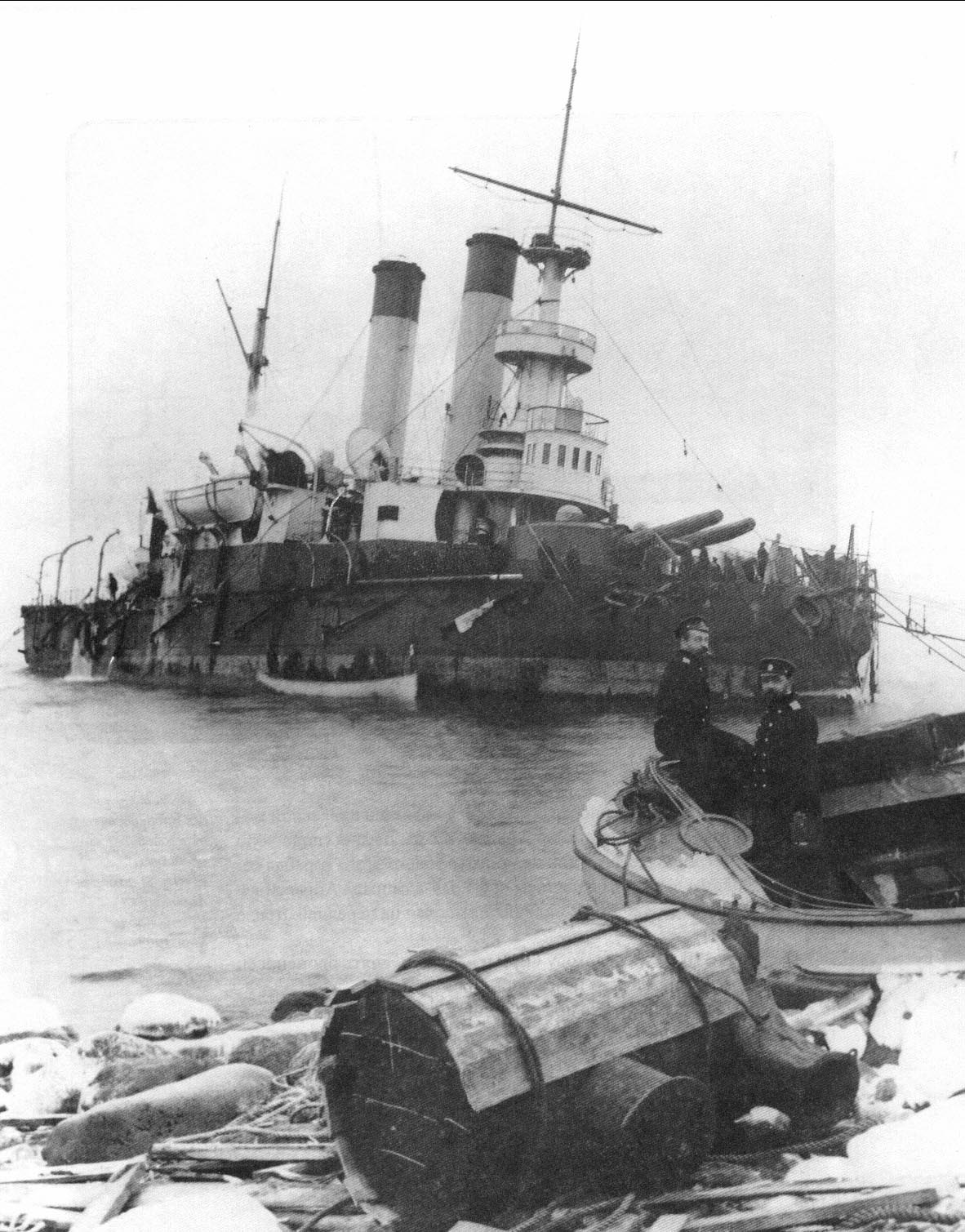
Die bei Hochland aufgelaufene General-Admiral Apraxin

Im November 1899 lief die General-Admiral Apraxin bei starken Sturm, Nebel und Eisgang vor Hochland im Finnischen Meerbusen auf. Das Schiff ließ sich nicht einfach abbringen. Ein ähnlicher Unfall hatte sich schon 1897 ereignet und zum Verlust des kleinen Linienschiffes Gangut geführt. Der Besatzung der General-Admiral Apraxin wurde befohlen, an Bord zu bleiben, um eine Bergung nach der Winterperiode durchführen zu können und einen Verlust des Schiffes zu vermeiden. Die Admiral Uschakow brachte bei schwierigen Wetter dem Havaristen noch zusätzlich 100 t Kohle.
Der Verbleib des Schiffes bei Hochland führte 1900 zur weltweit ersten Funkübertragung, da man versäumt hatte, die Insel mit einem Telegrafenkabel zu verbinden. Auf Empfehlung des russischen Funkpioniers Alexander Stepanowitsch Popow errichtete die Besatzung im Januar 1900 auf der Insel eine Funkstation, mit der sie über eine Vermittlungsstation in Kymi mit dem Flottenhauptquartier in Kronstadt in ständiger Verbindung blieb.
Mit der Leitung der Bergungsarbeiten wurde Konteradmiral Sinowi Petrowitsch Roschestwenski, der Chef des Artillerietrainingsverbandes betraut. Die Untersuchung der Lage des Schiffes machte deutlich, dass Abschleppversuche zum sicheren Verlust des Schiffes führen würden. Roschestwenski beauftragte eine zivile Bergungsfirma mit der Aufgabe, den Felsen, der die General-Admiral Apraxin festhielt, mit kleinen Sprengladungen zu beseitigen. Unterstützt und versorgt wurden die Bergungsarbeiten durch den Eisbrecher Jermak, an dessen Nutzen Roschestwenski anfangs erhebliche Zweifel hatte. Aber die Jermak sicherte einen ständigen Fortgang der Arbeiten, so dass die General-Admiral Apraxin im Mai freikam und nach Kronstadt eingeschleppt werden konnte, wo dann noch erhebliche Reparaturen notwendig waren.
Vor 1904 wurden die General-Admiral Apraxin und ihre beiden Schwesterschiffe Admiral Uschakow und Admiral Senjawin von Linienschiffen in Küstenverteidigungsschiffe umklassifiziert.

### Russisch-Japanischer Krieg

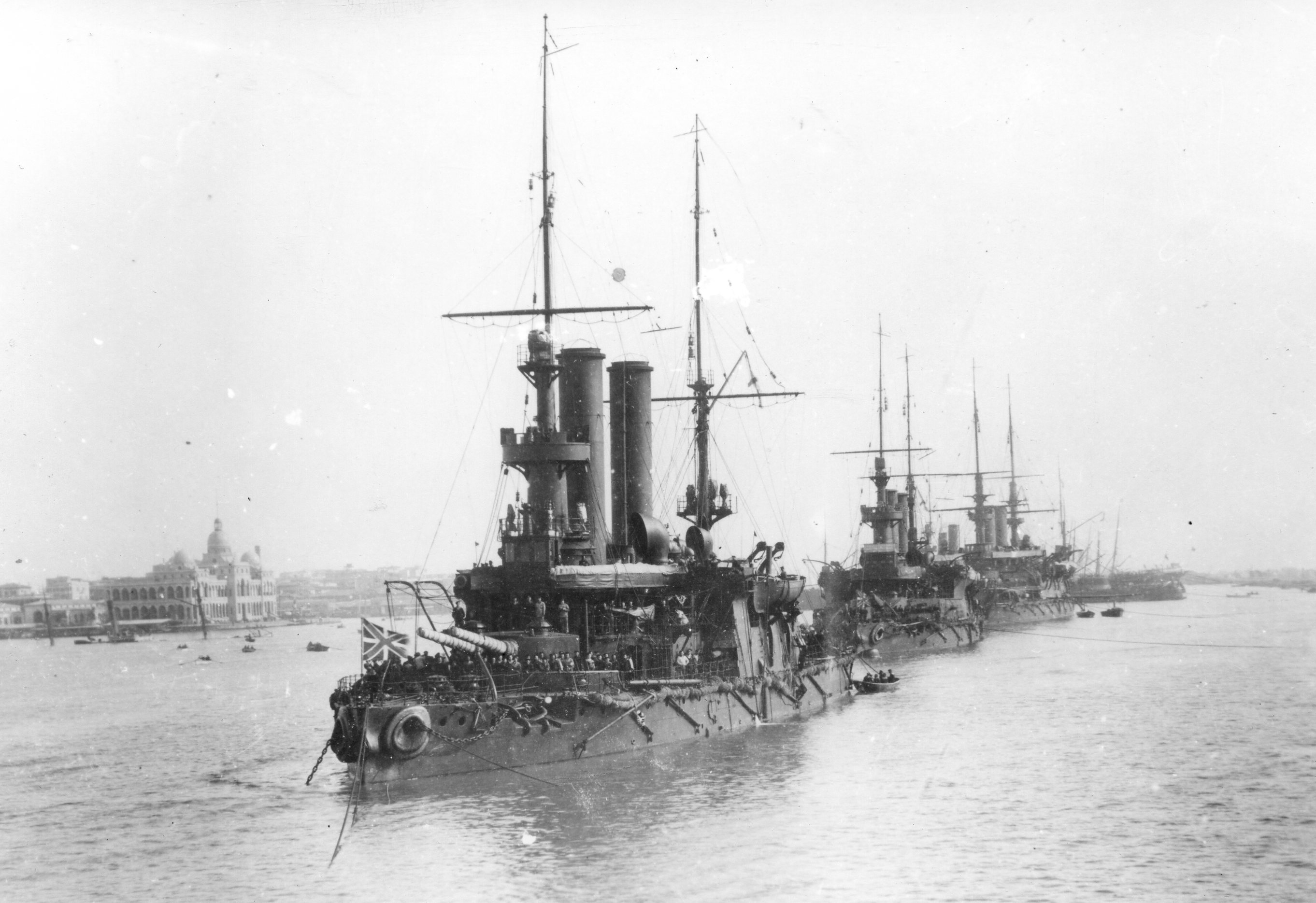
Die Küstenpanzerschiffe in Port Said

Nach dem Ausbruch des Russisch-Japanischen Krieges wurde der Einsatz der drei Küstenpanzerschiffe der Admiral Uschakow-Klasse beim 2. Pazifischen Geschwader von Admiral Roschestwenski abgelehnt. Er hielt sie für nicht geeignet, an dem Übersee-Einsatz zur Unterstützung des Pazifischen Geschwaders in Port Arthur teilzunehmen.
Die drei Küstenpanzerschiffe der Admiral-Uschakow-Klasse wurden 1905 dennoch dem 3. Pazifischen Geschwader unter dem Kommando von Konteradmiral Nikolai Nebogatow zugeteilt und verließen am 2. Februar 1905 Libau zusammen mit dem alten Linienschiff Imperator Nikolai I (als Flaggschiff), dem Kreuzer Wladimir Monomach und etlichen Transportern, um das 2. Pazifische Geschwader unter Admiral Roschestwenski zu verstärken, das sich bereits auf dem Weg in den Pazifik befand. Das 3. Geschwader lief aus der Ostsee, um Europa durch das Mittelmeer und den Sueskanal, über den Indischen Ozean in das Südchinesische Meer, wo es am 26. April bei Cam Ranh Bay vor Französisch-Indochina mit dem Verband Roschestwenskis zusammentraf. Am 1. Mai verließen die russischen Schiffe ihre Ankerplätze, um die Fahrt nach Wladiwostok fortzusetzen. Beim Marsch durch die Koreastraße kam es am 27. Mai zum Zusammenstoß mit der japanischen Flotte und zur Seeschlacht bei Tsushima.
Die Admiral Senjawin unter dem Kommando von Kapitän Grigorjew soll die ersten Schüsse in der Schlacht abgegeben haben, als sie um 11:42 Uhr auf etwa 9000 m das japanische 3. (Kreuzer-)Geschwader beschoss. Roschestwenski befahl die Einstellung des auf großer Distanz von Nebogatows Schiffen geführten Gefechts, da es seinen vor der Schlacht ausgegebenen Weisungen widersprach.
Während der Schlacht wurden die Einheiten Nebogatows kaum beschossen. Admiral Senjawin wurde überhaupt nicht getroffen, Admiral Uschakow erhielt allerdings einen schweren Treffer im Bug und ihre Antennen wurden außer Gefecht gesetzt. Nebogatow versuchte mit seinen Schiffen und der allein vom 2. Geschwader verblieben Orjol nach Wladiwostok durchzubrechen. In der Nacht untersagte er den Gebrauch von Suchscheinwerfern und konnte sich so den Angriffen der japanischen Zerstörer entziehen. Am Morgen traf er allerdings mit seinem Flaggschiff Imperator Nikolai I., der schwer beschädigten Orjol, Admiral Senjawin und General-Admiral Apraxin (Kapitän Lischin) auf die japanische Hauptflotte. Nebogatow kapitulierte um 10:50 Uhr nach nur wenigen Salven, da er einen weiteren Kampf mit seinen Einheiten für sinnlos hielt.
Admiral Uschakow konnte in der Nacht wegen der Schäden am Bug die Geschwindigkeit der Schwesterschiffe nicht halten und fiel zurück. Die zerstörte Antenne schloss sie auch von der Kommunikation mit den Resten der Flotte aus. Allein suchte sie am 28. den Weg nach Norden und wurde am Nachmittag von den japanischen Panzerkreuzern Iwate und Yakumo überholt und um 17:30 Uhr angegriffen, da der Kommandant Wladimir Nikolaiewitsch Mikluch-Maklai eine Übergabe des Schiffes verweigerte. Nach schweren Treffern versenkte er sein Schiff kurz nach 18:00 Uhr selbst. 298 Mann überlebten den Untergang.

## In Japanischen Diensten
Die Admiral Senjavin wurde von den Japanern in Mishima nach der kleinen Insel Mishima vor Hagi in der Präfektur Yamaguchi, nahe dem Ort der Schlacht von Tsushima benannt. Die General-Admiral Apraxin erhielt den Namen Okinoshima, ebenfalls nach einer Insel vor Munakata in der Präfektur Fukuoka, mit einem berühmten Shintō Heiligtum und auch geographisch nahe dem Platz der Schlacht von Tsushima. Beide Schiffe wurden als Küstenverteidigungsschiffe 2. Klasse am 6. Juni 1905 in den Dienst der Kaiserlich Japanischen Marine genommen.

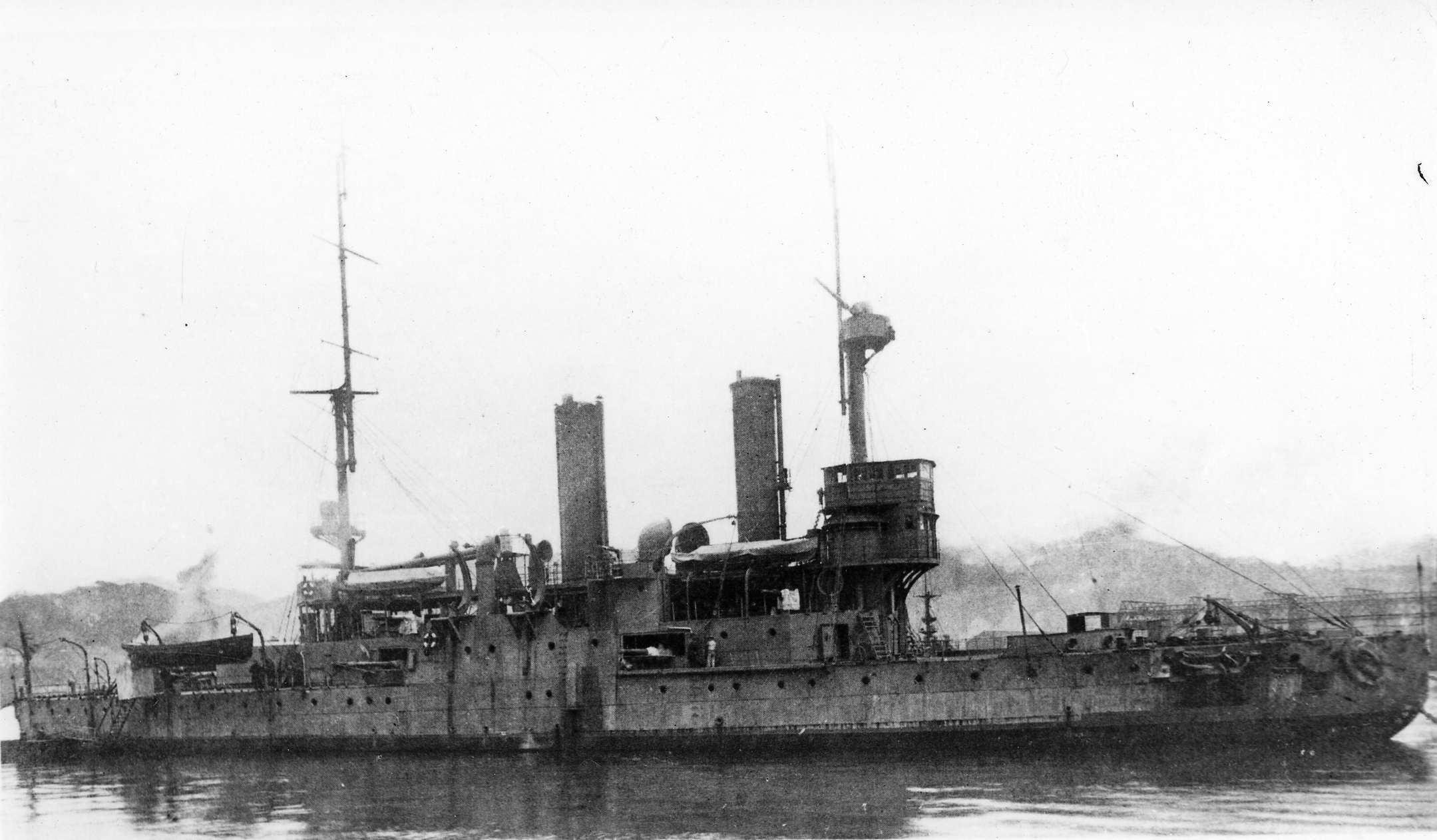
Mishima als Eisbrecher ohne schwere Türme

Bei Ausbruch des Ersten Weltkrieges 1914 wurden beide Schiffe Teil der japanischen 2. Flotte und nahmen an der Belagerung von Tsingtau teil, wo nur wenige deutsche Schiffe vom Kreuzergeschwader Admiral von Spees zurückgelassen worden waren.
Bei Kriegsende unterstützte die Mishima die japanische Intervention in Sibirien gegen die Rote Armee, in der Japan zeitweise große Teile Sibiriens und insbesondere die russische Pazifikküste unter seine Kontrolle brachte. Die Mishima diente als Eisbrecher und hielt die Seewege von Japan nach Wladiwostok zur Versorgung der japanischen Truppen offen.
Am 1. April 1921 wurden Mishima und Okinoshima zu U-Boot-Begleitschiffen umklassifiziert. Die Okinoshima wurde aber schon am 1. April 1922 außer Dienst gestellt und 1924 an eine Privatfirma zum Abbruch verkauft. Diese baute das Küstenpanzerschiff in ein Museumsschiff um. Es kam nach Tsuyazaki, Fukuoka (heute Fukutsu), um an den japanischen Sieg bei Tsushima zu erinnern. 1939 wurde das Museumsschiff bei Stürmen schwer beschädigt und danach abgebrochen. Die Mishima wurde erst am 10. Oktober 1935 außer Dienst gestellt. Als Artillerieziel wurde sie im September 1936 vor Kushima versenkt.